# Басідж
Басідж (перс. بسيج, у перекладі «Мобілізація»); повна назва Сазман-е Басідж-е Мостаз'афін (перс. سازمان بسیج مستضعفین), що означає «Організація мобілізації обездолених» — іранська проурядова напіввійськова організація, що складається з добровольців, яка виконує функцію народної міліції.
Організація створена 1979 року за наказом духовного лідера країни — аятоли Хомейні. До організації в основному вступають громадяни молодого віку. Надалі, участь в ополченні може принести в отриманні преференції при службовому зростанні. В даний час[коли?] «Басідж» є допоміжною силою, і бере участь в проведенні заходів щодо забезпечення внутрішньої безпеки, охорони громадського порядку, надання соціальної допомоги, організації громадських релігійних церемоній і придушення виступів інакодумців.

## Історія
Хомейні вважав, що країна в якій є 20 мільйонів юнаків повинна мати 20 мільйонів солдат і 20 мільйонів в ополченні. Хомейні вважав, що це може гарантувати стійкість країни перед зовнішньою агресією. Після створення Басідж був відкритий для вступу особам обох статей у віці від 18 до 45 років. Функцій оборони «Басідж» є і розгалуженою мережею внутрішньої розвідки.
Під час ірано-іракської війни «Басідж» посилав на фронт сотні тисяч добровольців, в тому числі і 12-річних дітей і 80-річних людей похилого віку. Відмінною рисою солдат з ополчення був «ключ від раю» — пластикові картки, що носяться на шиї. Вони представляли собою симбіоз посвідчення особи і молитовника. На думку експертів до весни 1983 «Басідж» навчив початкової військової підготовки 2,4 мільйона жителів країни, з яких 450 тисяч потрапили на фронт. До 1985 року чисельність ополчення налічувала 3 мільйони чоловік.
Після війни «Басідж» був реорганізований і став одним з основних гарантів національної безпеки Ірану. До 1988 року кількість вербувальних пунктів скоротилося, але члени ісламського ополчення і раніше грали помітну роль в житті країни. Вони перевіряли правила ісламського дрес-коду, вилучали «непристойні» матеріали і антени супутникового телебачення. У 1988 році осередки «Басідж» були створені в коледжах і в 1999 році вони зіграли ключову роль в розгоні студентських бунтів в Тегерані. Ополченці взяли активну участь в придушенні спалахів етнічних заворушень в багатій нафтою провінції Хузестан, де компактно проживають іранські араби. Ополченці часто залучаються для виконання обов'язків судових приставів в місцевих судах. На кордоні з Іраком вони також діють як прикордонники. У 2008 році «Басідж» став залучатися до виконання державних економічних проєктів, а з 2010 року ополченці виконують обов'язки інтернет-цензорів, працюючи в блогах і фільтруючи вебсайти в Інтернеті. Загони «Басідж» мобілізуються також для ліквідації наслідків надзвичайних ситуацій і беруть участь в правоохоронних операціях, в тому числі і щодо припинення торгівлі наркотиками.
У 2000 році в «Басіджі» були створені «батальйони Ашура», в які увійшли найбільш підготовлені ополченці чоловічої статі, а згодом і батальйони «Аль-Зохра», в які набирають жінок. Чисельність батальйонів становить 400 осіб. Вже до 2004 року кількість чоловічих батальйонів перевищило 900. Зараз загальна кількість батальйонів оцінюється в 2500. До завдань даних формувань входить доукомплектування кадрованих частин КВІР, формування легких піхотних бригад і дивізій, заповнення бойових втрат регулярних збройних сил, безпосередню участь в обороні країни в своїх територіальних районах і проведення робіт по ліквідації наслідків надзвичайних ситуацій.
У 2007 році «Басідж» перейшов під формальну юрисдикцію Корпусу вартових Ісламської революції (КВІР), а в 2008 році офіційно включений до складу сухопутних сил КВІР. КВІР активно озброює батальйони «Басідж», керівництво країни поставило завдання озброїти не менше 30 % ополченців груповим і важким озброєнням. Крім того з 2007 року «Басідж» створив близько 30 тисяч бойових осередків по 15-20 осіб кожна, які називаються «Колбара» і «Зольфакар». Число бойових осередків, яким відводиться роль оплотів опору зовнішньої агресії, в даний час перевищила 50 тисяч. Ці утворення тісно співпрацюють, а в необхідних випадках і підкоряються революційній гвардії країни. У кожній провінції ополченцями формуються райони опору, кількість яких перевищила 3 тисячі.
«Басідж» має структуру «квазі-децентралізованої мережі». Його організація і структура варіюється від однієї провінції до іншої в залежності від характеру і тяжкості потенційних загроз, визначених командирами КВІР і «Басідж». Ополчення має філії практично в кожній мечеті Ірану, що є свого роду ісламськими клубами, де ополченці вивчають Коран, організовують спортивні команди і планують поїздки по регіону. Існує три рівні участі в ополченні. «Спеціальні члени» одночасно є членами «Басідж» і КВІР, «Активні члени» займаються ідейно-політичним вихованням і не отримують оплату за це в мирний час. «Регулярні члени», виконують роль резерву і будуть мобілізовані в разі бойових дій. Членство в ополченні звільняє від необхідності проходити військову службу за призовом, термін якої в Ірані становить 21 місяць. Також членам «Басідж» при навчанні в університетах виплачується невелика стипендія.
Більшість ополченців не має права на постійне носіння вогнепальної зброї. Тільки близько чверті «басідж» можуть носити і застосовувати зброю в мирний час.
Крім того на «Басідж» покладаються обов'язки проведення військової підготовки з усім населенням країни і ведення обліку військовозобов'язаних. Законодавчо, роль ополчення закріплена в статті 151 Конституції Ірану, в якій мовиться, що держава зобов'язана дати всім громадянам можливість проходження військової підготовки. У військовій доктрині Ірану народне ополчення грає одну з основних ролей в організації «асиметричної» відповіді на зовнішню агресію. Вони повинні перешкоджати просуванню противника, даючи можливість національним збройним силам завдати удару у відповідь. При цьому збройні сили Ірану залишають за собою право нанесення удару у відповідь і по цивільних цілях, не дивлячись на те, що це не узгоджується з міжнародними правилами ведення війни.
Зараз системою «Басідж» в Ірані охоплено близько 12 мільйонів осіб. З них 200 тисяч вже є кадровими солдатами. При необхідності на базі своїх бойових батальйонів ополчення може сформувати близько 20 легких піхотних дивізій загальною чисельністю 300 тисяч осіб. Термін розгортання резерву першої черги становить п'ять діб. Протягом місяця «Басідж» зможе мобілізувати близько 3 мільйонів осіб.

## Командувачі
| Ім'я                    | Роки      |
| ----------------------- | --------- |
| Аліреза Афшар           | 1990–1998 |
| Мохаммад Хаджазі        | 1998–2007 |
| Хоссейн Таеб            | 2007–2009 |
| Мохаммад Реза Накді     | 2009–2016 |
| Голамхуссейн Гейбпарвар | з 2016    |